# Aprostocetus valens
Aprostocetus valens är en stekelart som först beskrevs av Walker 1839.  Aprostocetus valens ingår i släktet Aprostocetus och familjen finglanssteklar. Inga underarter finns listade i Catalogue of Life.